# Gnidia linoides
Gnidia linoides är en tibastväxtart som beskrevs av Johan Emanuel Wikström. Gnidia linoides ingår i släktet Gnidia och familjen tibastväxter. Inga underarter finns listade i Catalogue of Life.